# ジョゼ・マシア
ジョゼ・マシア（ポルトガル語: José Macia, 1935年2月25日 - ）は、ブラジル・サンパウロ州サントス出身のサッカー選手、サッカー指導者。ポジションはフォワード（左ウイング）。ペペ (Pepe) というニックネームで知られる。

## 経歴
1951年にサントスFCのユースチームに加入、1954年にプロ選手としてデビューして、1969年に引退するまでをサントスFC一筋ですごした。サントスでは705試合に出場して405ゴールを挙げている。これはペレが記録した1091ゴールに次ぐ、クラブ史上2位のゴール数である。彼の左足は強力なキック力を持つ事から、ヴィラの大砲（Canhão da Vila）の異名を取った。
ブラジル代表としては40試合に出場（公式戦は34試合）して22得点を挙げた。FIFAワールドカップ1958年大会、1962年大会で連続優勝を果たしたメンバーの一人だが、ペペ自身はどちらの大会も試合出場はなかった。
1992年、読売日本サッカークラブ（現：東京ヴェルディ）の監督を務めた。

## 所属クラブ
- サントスFC 1954-1969

## 指導歴
- サントスFC 1975
- パウリスタFC 1978
- サントスFC 1979-1980
- アトレチコ・ミネイロ 1981
- サン・ジョゼEC 1981
- クルーベ・ナウチコ・カピバリベ 1982
- インテル・デ・リメイラ  1983
- アル・サッド 1983-1985
- フォルタレーザEC 1985
- サンパウロFC 1986
- インテル・デ・リメイラ 1986-1987
- ボアヴィスタFC 1987-1989
- ペルー代表 1989
- インテル・デ・リメイラ 1989
- サントスFC 1990
- 読売クラブ / 読売ヴェルディ 1991-1993
- アソシアソン・ポルトゥゲーザ・ジ・デスポルトス 1993
- グアラニFC 1993
- サントスFC 1994-1995
- アトレチコ・パラナエンセ 1995
- インテル・デ・リメイラ 1996
- コリチーバFC 1996
- クリシューマEC 1997
- アトレチコ・パラナエンセ 1998
- ポルトゥゲーザ・サンチスタ 2002-2003
- グアラニFC 2003
- ポルトゥゲーザ・サンチスタ 2003
- アル・アハリ・ドーハ2004-2005
- AAポンチ・プレッタ 2006